# Allium albovianum
Allium albovianum är en amaryllisväxtart som beskrevs av Aleksei Ivanovich Vvedensky. Allium albovianum ingår i släktet lökar, och familjen amaryllisväxter. Inga underarter finns listade i Catalogue of Life.